# Chude Pam Allen
Chude Pamela Parker Allen, también conocida como Pamela Parker, Chude Pamela Allen, Chude Pam Allen, Pamela Allen y Pam Allen (Solebury, Pensilvania; 1943) es una activista estadounidense en favor de los derechos civiles y del movimiento de liberación de la mujer. Fundó, junto con Shulamith Firestone, la organización feminista radical New York Radical Women a finales de la década de 1960.

## Educación y activismo por los derechos civiles
Pamela Parker nació en Pensilvania en 1943. Creció con una educación episcopaliana y vivió en Solebury, Pensilvania. Su madre era una maestra de guardería y su padre trabajaba como gerente en una fábrica de artículos de caucho.
Allen acudió a Carleton College en Northfield, Minnesota, donde estudió religión. Se unió a la asociación Students for a Democratic Society («Estudiantes por una Sociedad Democrática»). En el verano de 1963, fue asesora en Church of the Advocate en Filadelfia donde vivió con un ministro afroestadounidense y su familia. En su tercer año, fue una de los trece estudiantes blancos de intercambio en Spelman College en la primavera de 1964. Allí asistió a un seminario sobre la no violencia dirigido por Staughton Lynd y se involucró con el Committee on Appeal for Human Rights («Comité de Apelación por los Derechos Humanos»). Se ofreció como maestra de Freedom School en Holly Springs, Misisipi, para la campaña Freedom Summer. Durante su último año, fue activista en el campus y habló por el Student Nonviolent Coordinating Committee («Comité Coordinador Estudiantil No Violento»). Se casó con el activista afroestadounidense Robert L. Allen en 1965. Después de su graduación en Carleton, se trasladó a la ciudad de Nueva York, donde trabajó en una agencia que encontraba casas para niños en acogida.

## Movimiento de liberación de la mujer
Allen fue una activista clave en el movimiento de liberación de las mujeres blancas y abogó por que se preste mayor atención al racismo dentro del movimiento. Fundó, junto con Shulamith Firestone, el grupo New York Radical Women en 1967. El grupo planeó la acción de la Brigada Jeannette Rankin. Allen más tarde abandonó el grupo, criticando sus puntos de vista sobre la maternidad y el rechazo de los papeles tradicionales de las mujeres. Trabajó para The Guardian a principios del año 1968. Se trasladó a San Francisco, donde se unió al grupo feminista Sudsofloppen. Basándose en sus experiencias con el grupo, escribió el influyente panfleto Free Space: A Perspective on the Small Group in Women's Liberation, en el que diseñó un método de concienciación en cuatro etapas. La obra estuvo influenciado por la psicología humanista. 
Fue editora del periódico de la Union Women's Alliance to Gain Equality (Union WAGE). También se implicó en la acción Bridal Fair («Feria Nupcial») de 1969, la protesta de Miss América de septiembre de 1968, y el Día Internacional de la Mujer.
Cambió su nombre de Pamela Allen a Chude Pamela Allen.
Allen colaboró con su primer marido en el libro de 1974 Reluctant Reformers: Racism and Social Reform Movements in the United States («Reformadores reacios: racismo y movimientos de reforma social en los Estados Unidos»). También escribe poesía y ha redactado dos obras de teatro, The Uprising of the 20,000 y Could We Be Heard.
Allen es miembro de Bay Area Veterans of the Civil Rights Movement («Veteranos del Movimiento por los Derechos civiles de la Zona de la Bahía»). Vive en San Francisco.

## Reconocimientos
Allen fue una de las activistas protagonistas del documental She's Beautiful When She's Angry (2014) sobre la segunda ola del feminismo de Estados Unidos. 
«Fue emocionante, absolutamente emocionante y difícil. Tienes que tomarte a ti mismo en serio, y nada en esta cultura te alienta a tomarte a ti mismo en serio. Al inicio del movimiento, mujeres y hombres me decían que estaba equivocada. Una y otra vez. "Estás equivocada, las mujeres no están oprimidas”»,explicó en el documental.

## Para saber más
- Pamela P. Allen Papers, 1967-1974, Wisconsin Historical Society

- Esta obra contiene una traducción  derivada de «Chude Pam Allen» de Wikipedia en inglés, publicada por sus editores bajo la Licencia de documentación libre de GNU y la Licencia Creative Commons Atribución-CompartirIgual 4.0 Internacional.

- Datos: Q17465583